# Stuart Whitman
Stuart Maxwell Whitman (San Francisco, Kalifornia, 1928. február 1. – Montecito, Kalifornia, 2020. március 16.) amerikai színész.

## Filmjei

### Mozifilmek
- The All American (1953)
- Rapszódia (Rhapsody) (1954)
- Hell Bound (1957)
- Darby's Rangers (1958)
- Ten North Frederick (1958)
- Kínai baba (China Doll) (1958)
- The Decks Ran Red (1958)
- The Sound and the Fury (1959)
- These Thousand Hills (1959)
- Hound-Dog Man (1959)
- The Story of Ruth (1960)
- Murder, Inc. (1960)
- A jel (The Mark) (1961)
- The Fiercest Heart (1961)
- Asissi Szent Ferenc (Francis of Assisi) (1961)
- Jó fiú és rossz fiú (The Comancheros) (1961)
- Convicts 4 (1962)
- A leghosszabb nap (The Longest Day) (1962)
- A nap és az óra (Le jour et l'heure) (1963)
- Shock Treatment (1964)
- Rio Conchos (1964)
- Útjelző tábla a gyilkossághoz (Signpost to Murder) (1964)
- Azok a csodálatos férfiak a repülő masináikban (Those Magnificent Men in Their Flying Machines) (1965)
- Sands of the Kalahari (1965)
- An American Dream (1966)
- Ternos Caçadores (1969)
- The Last Escape (1970)
- The Invincible Six (1970)
- Apacs kapitány (Captain Apache) (1971)
- Night of the Lepus (1972)
- Run, Cougar, Run (1972)
- Welcome to Arrow Beach (1974)
- Shatter (1974)
- Las Vegas Lady (1975)
- Bad Blues Girls (1975)
- Mean Johnny Barrows (1975)
- Una Magnum Special per Tony Saitta (1976)
- Eaten Alive (1976)
- Lángoló sivatag (Cuibul salamandrelor) (1977)
- A nyílvesszős gyilkos (The Ransom) (1977)
- A fehér bölény (The White Buffalo) (1977)
- Ruby (1977)
- Run for the Roses (1977)
- La mujer de la tierra caliente (1978)
- Guyana: Crime of the Century (1979)
- Delta Fox (1979)
- The Treasure Seekers (1979)
- Cuba Crossing (1980)
- Traficantes de pánico (1980)
- Demonoid (1981)
- Szörnyeteg klub (The Monster Club) (1981)
- When I Am King (1981)
- Butterfly (1982)
- Horror Safari (1982)
- Vultures (1984)
- Treasure of the Amazon (1985)
- First Strike (1985)
- Deadly Intruder (1985)
- Mozgó célpont (Bersaglio sull'autostrada) (1988)
- Deadly Reactor (1989)
- Omega zsaru (Omega Cop) (1990)
- The Color of Evening (1990)
- Smoothtalker (1990)
- Szilánkok (Lightning in a Bottle) (1993)
- Sandman (1993)
- Walker Texas Ranger 3: Deadly Reunion (1994)
- Esküdt ellenség (Trial by Jury) (1994)
- Improper Conduct (1994)
- Land of Milk & Honey (1996)
- Új életek (Second Chances) (1998)

### Tv-filmek
- Starr, First Baseman (1965)
- The Man Who Wanted to Live Forever (1970)
- Város a tenger alatt (City Beneath the Sea) (1971)
- Revenge! (1971)
- The Woman Hunter (1972)
- Intertect (1973)
- The Man Who Died Twice (1973)
- The Cat Creature (1973)
- Go West, Young Girl (1978)
- A kalóz (The Pirate) (1978)
- Women in White (1979)
- The Last Convertible (1979)
- Beverly Hills Cowgirl Blues (1985)
- Stillwatch (1987)
- A texasi vonatrablás (Once Upon a Texas Train) (1988)
- Hemingway (1988)
- Wounded Heart (1995)
- Az elnök zsoldosa (The President's Man) (2000)

### Tv-sorozatok
- Highway Patrol (1956–1957, 13 epizódban)
- Cimarron Strip (1967–1968, 23 epizódban)
- San Francisco utcáin (The Streets of San Francisco) (1973, egy epizódban)
- Ellery Queen (1976, egy epizódban)
- Fantasy Island (1978–1984, hét epizódban)
- Meghökkentő mesék (Tales of the Unexpected) (1981, egy epizódban)
- A szupercsapat (The A-Team) (1983, 1985, két epizódban)
- Knight Rider (1984, egy epizódban)
- Gyilkos sorok (Murder, She Wrote) (1984–1992, négy epizódban)
- Superboy (1988–1992, tíz epizódban)
- Time Trax – Hajsza az időn át (Time Trax) (1993, egy epizódban)
- Vadnyugati fejvadász (The Adventures of Brisco County, Jr.) (1993, egy epizódban)
- Walker, a texasi kopó (Walker, Texas Ranger) (1994, egy epizódban)